# 阿布·穆薩布·巴納維
阿布·穆薩布·巴納維（約1976年／約1991年—，在博科聖地內部被稱為哈比卜·優素福，另有多個別名），是一名尼日利亞恐怖份子，曾是恐怖組織安薩魯的發言人，在2016年8月獲欽點為伊斯蘭國轄下組織博科聖地的頭目。
2021年10月，尼日利亞軍方宣稱巴納維已經去世。

## 背景及家庭
關於巴納維的資訊甚少。已知巴納維生於尼日利亞博爾諾州城市邁杜古里，有线电视新闻网的報導指他在2016年8月的年齡大約是25歲，按此推算應是生於1991年前後；而尼日利亞雜誌《贊辭周刊》的報導則認為，他在1976年左右出生，未知確實日期。巴納維是博科聖地創辦人穆罕默德·优素福的次子，亦是优素福最後仍在世的兒子。2011年，巴納維的母親和兄長在尼日利亞城市卡諾被炸死。

## 參與恐怖活動
在2000年代中期巴納維在阿爾及利亞接受伊斯兰马格里布基地组织的訓練，期間發展出國際伊斯蘭主義的意識形態，在2012年被美國國務院列為特別指定的全球恐怖分子。巴納維曾擔任博科聖地的發言人，在2012年至2013年的內訌後夥同多名成員逃亡，組成恐怖組織安薩魯，並成為該組織的發言人。他不會攻擊穆斯林平民、或強迫婦孺進行自殺式襲擊，並與博科聖地在2012年殺害穆斯林平民的行徑保持距離；但是安薩魯和博科聖地有同一目標，並會為此交換資源。巴納維亦曾為伊斯兰马格里布蓋達组织、博科聖地、安薩魯、西非統一和聖戰運動等多個组织進行綁架行動。
雖然巴納維曾經從博科聖地逃亡，但他於2015年1月在該組織發佈的視頻中擔任發言人，這可能與安薩魯和博科聖地之間的關係有關。自從法國對伊斯蘭國的軍事打擊截斷了安薩魯與伊斯兰马格里布蓋達组织的聯繫，巴納維開始與伊斯蘭國接觸，並讚揚一些由伊斯蘭國策動的恐怖活動，例如查理周刊總部槍擊案，而安薩魯也有仿傚伊斯蘭國的作風；有評論認為，安薩魯不再把自身視為蓋達組織的一部分。
2016年5月博科聖地再次發生內訌，巴納維因此離開該組織位處的薩姆畢沙林。同年8月伊斯蘭國以巴納維取代2015年3月效忠該組織的阿布巴卡爾·謝考。巴納維隨後重返博科聖地，並在接受伊斯蘭國出版物《信息報》訪問時批評西方人把基督教傳到非洲，表示要殺死基督徒、炸燬教堂；他又威脅說，如果有城鎮在博科聖地試圖建立伊斯蘭國家時反抗，便會被夷为平地。謝考拒絕被巴納維取代，批評後者是對伊斯蘭教聖典和教義一無所知的異教徒，又把伊斯蘭國的決定形容為政變；這次內訌顯示，博科聖地可能會與伊斯蘭國決裂，轉投蓋達组织。博科聖地此後分裂成巴納維的「伊斯蘭國西非省」派和謝考的「博科聖地」派。

## 思想
巴納維對民主持反對意見，並反對外國教育。他的意識形態為國際伊斯蘭主義，認為博科聖地的活動是穆斯林對抗叛教者和「十字軍」的戰爭。